# Franc Lubas
Franc Lubas, slovenski izdelovalec harmonik, * 3. december 1862, Poljana pri Prevaljah (tedaj Avstroogrska), † 1. avgust 1933, Stadthauptpfarrkirche hl. Egid, Celovec, Avstrija.

## Življenje
Rodil se je leta 3. decembra 1862 v Poljani št. 16 v Prevaljah kot nezakonski sin matere Ane Lubas. Svojo mladost pa je preživljal v Ljubljani. Leta 1881 je izumil poseben model diatonične harmonike, po katerem je začel izdelovati svoje sloveče harmonike. Poročil se je 28. septembra 1890 v Prevaljah z Matildo Wenischniger. V zakonu so se jima rodili trije otroci: 
- Maksimilijan Franc * 5. oktober 1892, Prevalje 51
- Roza, * 4. oktober 1893, Prevalje 111
- Robert, * 28. april 1895, Prevalje 111

Leta 1888 je v svojem rojstnem kraju odprl prvo podjetje za izdelovanje harmonik, ter se kmalu uveljavil. Leta 1913 je dejavnost prenesel še v Slovenj Gradec, po prvi svetovni vojni pa v Celovec, kjer je ustanovil tovarno za izdelavo harmonik; Harmonika-und Accordeon-Fabrik Fr.Lubas&Sohn ali po slovensko  Tovarna harmonik Franc Lubas & Sin.
Izdeloval je diatonične, kromatične in pa tudi klavirske harmonike. Po njegovih zaslugah se danes njegove starejše harmonike imenujejo kranjske harmonike.
Poleg izdelav harmonik je opravljal tudi servise, tako svojih kot tujih proizvajalcev, jih uglaševal in tudi poučeval igranja na harmoniko. Izučil je mnogo vajencev, ki so pozneje nadaljevali z izdelovanjem harmonik. Med najbolj znanimi so; Novak, Strasser, Železnik, Fleiss in pa Mervar.
Zadnja leta je živel pri sinu Robertu v Celovcu. Franc Lubas, oče prve kranjske harmonike je umrl leta 1. avgusta 1933, ko je padel po stopnicah, star je bil 71 let. Pokopan je bil 3. avgusta.
Dejavnost je pozneje nadaljeval njegov sin Maksimilijan Franc Lubas, dokler ga niso leta 1945 ustrelili. Lubasova tovarna je obratovala do 1960ih let, potem pa so jo zaprli.

## Lubas kot veseljak
Ko je živel v Ljubljani je največkrat ob sobotah igral s svojo harmoniko v gostilni na Zgornjem Rožniku in razveseljeval tako stare kot mlade ljudi. Mnogi ljudje so se ga takrat spomnili kot; Lepega Franceljna. Bil je tudi velik mladinoljub in je sodeloval in se udeležil prav vsake nagradne akcije, ki jo je takrat Jutro uvedlo za mladino. Prispeval je veliko svojih harmonik k božičnim nagradam in tako razveseljeval tako meščane kot kmete s svojimi darovi. S svojim lepim značajem in radodarnostjo si je Franc Lubas postavil velik ugled med izdelovalci harmonik in harmonikarji še danes.